# FERMドメイン
FERMドメイン（英: FERM domain、Fはバンド4.1、Eはエズリン、Rはラディキシン、Mはモエシンに由来する）は、タンパク質の細胞膜への局在に関与しているモジュールの1つである。FERMドメインは、細胞膜と細胞骨格との相互作用面においてさまざまなタンパク質と結合する、細胞骨格結合タンパク質に多くみられる。こうしたタンパク質の大部分では、FERMドメインはN末端に位置している。

## 構造と機能
エズリン、モエシン、ラディキシンは高度に関連したタンパク質（ERMファミリー）であるが、FERMドメインを有する他のタンパク質ではこのドメイン以外に類似性がみられる領域は存在しない。ERMファミリーのタンパク質は、N末端のFERMドメイン、中央部のヘリカルドメイン、そしてF-アクチンに結合するC末端のテールドメイン、という3つのドメインから構成される。ERMファミリータンパク質ではFERMドメインのアミノ酸配列は高度に保存されており、膜内在性タンパク質の細胞質ドメインまたはテール領域に直接結合することで膜への結合を担う。ERMファミリータンパク質は、FERMドメインとC末端テールドメインとの間の分子内結合によって他の分子への結合部位を覆い隠すことで調節が行われている。細胞骨格と膜を架橋する過程においては、不活性状態の分子は活性化されると、FERMドメインが膜タンパク質に特異的に結合することで膜へ接着し、一方で34残基からなるテール領域はアクチンフィラメントに結合する。ERMファミリータンパク質の活性化されたFERMドメインは膜への結合以外にも、RhoファミリーGTPアーゼに対するグアニンヌクレオチド解離阻害因子（RhoGDI）とも結合し、このことはERMファミリータンパク質が架橋分子としての機能に加えて、Rhoを介したシグナル伝達経路にも影響を及ぼしている可能性を示唆している。FERMドメインの結晶構造からは、3つの構造モジュール（F1、F2、F3）がコンパクトなクローバー型構造を形成していることが明らかにされている。
FERMドメインは、他にもthe amino-terminal domain、the 30kDa domain、4.1N30、the membrane-cytoskeletal-linking domain、the ERM-like domain、the ezrin-like domain of the band 4.1 superfamily、the conserved N-terminal region、the membrane attachment domainといった名称で言及されている場合がある。